# Taihua (köpinghuvudort i Kina, Jiangsu Sheng, lat 31,18, long 119,58)
Taihua (kinesiska: 太华, 太华镇) är en köpinghuvudort i Kina. Den ligger i provinsen Jiangsu, i den östra delen av landet, omkring 120 kilometer sydost om provinshuvudstaden Nanjing. Antalet invånare är 24 422. Befolkningen består av 12 189 kvinnor och 12 233 män. Barn under 15 år utgör 10,0 %, vuxna 15-64 år 76 %, och äldre över 65 år 12,0 %.
Runt Taihua är det tätbefolkat, med 286 invånare per kvadratkilometer. Närmaste större samhälle är Zhangzhu, 10,5 km norr om Taihua. I omgivningarna runt Taihua växer i huvudsak blandskog.
Genomsnittlig årsnederbörd är 1 542 millimeter. Den regnigaste månaden är juli, med i genomsnitt 268 mm nederbörd, och den torraste är december, med 50 mm nederbörd.